# Lars Geipel

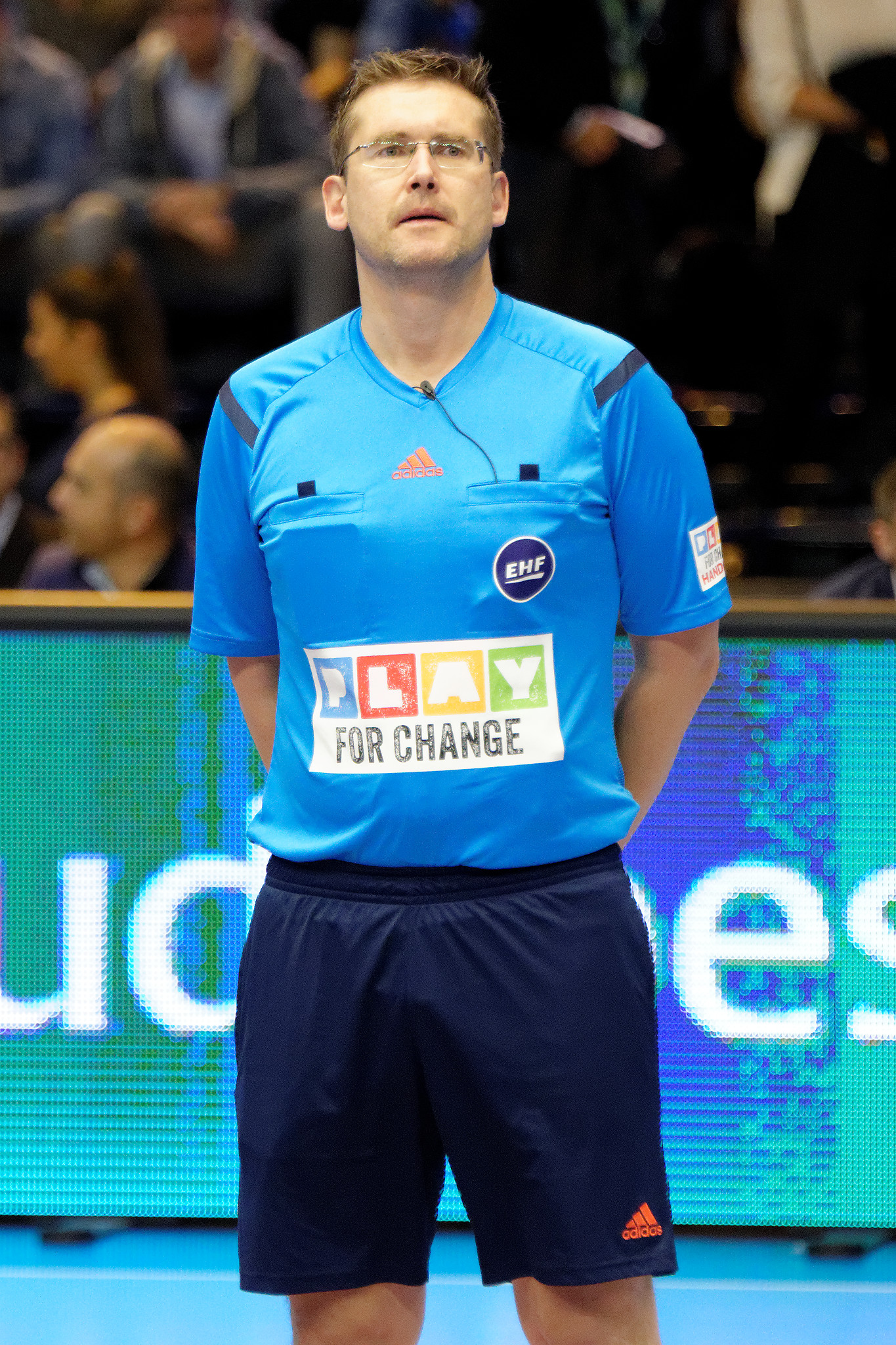
Lars Geipel (2015)

Lars Geipel (* 5. März 1975) ist ein ehemaliger deutscher Handballschiedsrichter und Journalist. Zusammen mit Marcus Helbig bildete er als Schiedsrichter ein Elite-Kader-Gespann. 

## Leben
Geipel wurde 1990 Schiedsrichter und pfiff ab 1993 zusammen mit seinem Gespannpartner Marcus Helbig. 2001 wurden beide in den damaligen A-Kader (heute Elite-Kader) des Deutschen Handballbundes aufgenommen. 2004 folgte die Aufnahme in den Kader der Europäischen Handball-Föderation (EHF), 2005 wurden sie in den Kader der Internationalen Handball-Föderation (IHF) berufen.
2011 pfiffen beide unter anderem das Halbfinalspiel der Handball-Weltmeisterschaft der Männer zwischen Schweden und Frankreich, 2012 das Halbfinalspiel bei den Olympischen Spielen in London zwischen Schweden und Ungarn sowie 2014 bei der Europameisterschaft in Dänemark das Halbfinalspiel zwischen Dänemark und Kroatien.
Am 1. Juni 2012 wurde Geipel zusammen mit seinem Gespannpartner zum „Schiedsrichter der Saison 2011/2012“ gewählt.
Das Schiedsrichtergespann wurde Anfang 2016 für die Handball-Europameisterschaft 2016 in Polen nominiert und pfiff dort verschiedene Duelle in der Vor- und Hauptrunde. Im Januar 2017 waren beide ebenfalls bei der Handball-Weltmeisterschaft 2017 in Frankreich im Einsatz. 2017 sowie 2019 leitete das Gespann gemeinsam das Finale der EHF Champions League. Nach der Saison 2020/21 beendete er seine Karriere.
Geipel ist studierter Diplom-Journalist. Er war stellvertretender Chefredakteur der Mitteldeutschen Zeitung. Am 1. September 2020 wurde Geipel stellvertretender Chefredakteur der Badischen Neuesten Nachrichten.